# L'Hôtel des voyageurs de commerce ou les Suites d'une bonne cuite
L'Hôtel des voyageurs de commerce ou les Suites d'une bonne cuite er en fransk stumfilm fra 1906 af Georges Méliès.